# Хронологія розвитку машинного навчання
Ця сторінка — хронологія розвитку машинного навчання. До неї включено основні відкриття, досягнення, віхи та інші важливі події у машинному навчанні.

## Огляд
| Десятиріччя | Підсумки |
| ----------- | --- |
| до 1950-х   | Відкрито та вдосконалено статистичні методи. |
| 1950-ті     | Проводять піонерські дослідження машинного навчання з використанням простих алгоритмів. |
| 1960-ті     | Запропоновано баєсові методи для ймовірнісного висновування в машинному навчанні. |
| 1970-ті     | Песимізм щодо ефективності машинного навчання спричинив «зиму ШІ». |
| 1980-ті     | Повторне відкриття зворотного поширення викликає пожвавлення досліджень машинного навчання. |
| 1990-ті     | Робота над машинним навчанням переходить від підходу, керованого знаннями, до підходу, керованого даними. Науковці починають створювати програми для комп'ютерів, щоб аналізувати великі обсяги даних і робити висновки — або «навчатися» — з результатів. Набувають популярності опорновекторні машини (ОВМ, англ. SVM) та рекурентні нейронні мережі (РНМ, англ. RNN). Започатковано галузі обчислювальної складності через нейронні мережі та надтюрінгові обчислення. |
| 2000-ті     | Набувають широкого поширення опорновекторне кластерування та інші ядрові методи, а також методи машинного некерованого навчання. |
| 2010-ті     | Стає здійсненним глибоке навчання, що призводить до того, що машинне навчання стає невід'ємною частиною багатьох широко використовуваних програмних служб і застосунків. Глибоке навчання стимулює величезний поступ у баченні та обробці тексту. |
| 2020-ті     | Породжувальний ШІ призводить до революційних моделей, створюючи розмаїття моделей-основ, як власницьких, так і відкритих, зокрема, уможливлюючи такі продукти як ChatGPT (на основі тексту) та Stable Diffusion (на основі зображень). Машинне навчання та ШІ входять у широку громадську свідомість. Комерційний потенціал ШІ на основі машинного навчання призводить до значного зростання оцінок вартості компаній, пов'язаних з ШІ.                                   |

## Хронологія
| Рік  | Тип події       | Заголовок                                                      | Подія |
| ---- | --------------- | -------------------------------------------------------------- | --- |
| 1763 | Відкриття       | Підвалини теореми Баєса                                        | Працю Томаса Баєса «Есе щодо розв'язання задачі у Доктрині шансів» опубліковано через два роки після його смерті, виправлену та відредаговану другом Баєса, Річардом Прайсом. Це есе подає працю, яка лягла в основу теорами Баєса. |
| 1805 | Відкриття       | Найменші квадрати                                              | Адрієн-Марі Лежандр описує «méthode des moindres carrés», відомий українською як метод найменших квадратів. Його широко використовують у допасовуванні до даних. |
| 1812 |                 | Теорема Баєса                                                  | П'єр-Симон Лаплас публікує «Théorie Analytique des Probabilités», у якій розширює працю Баєса та визначає те, що відоме тепер як теорема Баєса. |
| 1913 | Відкриття       | Марковські ланцюги                                             | Андрій Марков уперше описує методики, які він використовував для аналізу віршів. Ці методики пізніше стали відомими як марковські ланцюги. |
| 1943 | Відкриття       | Штучний нейрон                                                 | Воррен Маккалох та Волтер Піттс розробляють математичну модель, що імітує функціювання біологічного нейрона, штучний нейрон, яку вважають першою винайденою нейронною моделлю. |
| 1950 |                 | Тюрінгова самонавчальна машина                                 | Алан Тюрінг пропонує «самонавчальну машину», що може навчатися та стати штучним інтелектом. Конкретна пропозиція Тюрінга провіщує генетичні алгоритми. |
| 1951 |                 | Перша нейромережна машина                                      | Марвін Мінскі та Дін Едмондс створюють першу здатну навчатися нейромережну машину, SNARC. |
| 1952 |                 | Машини, що грають у шашки                                      | Артур Семюель приєднується до лабораторії Poughkeepsie в IBM і починає працювати над деякими з найперших програмам машинного навчання, першими створюючи програми, які грають у шашки. |
| 1957 | Відкриття       | Перцептрон                                                     | Френк Розенблат, працюючи в Корнелльській аеронавігаційній лабораторії, винаходить перцептрон. Винайдення перцептрона викликає великий ажіотаж, його широко висвітлюють у засобах масової інформації. |
| 1963 | Досягнення      | Машини, що грають у хрестики-нулики                            | Дональд Мічі створює «машину», складену з 304 сірникових коробок та намистин, що використовує навчання з підкріпленням грі в хрестики-нулики. |
| 1967 |                 | Найближчий сусід                                               | Було створено алгоритм найближчого сусіда, що є початком базового розпізнавання образів. Цей алгоритм використовували для прокладання маршрутів. |
| 1969 |                 | Обмеження нейронних мереж                                      | Марвін Мінскі та Сеймур Пейперт публікують свою книгу «Перцептрони», що описує деякі з обмежень перцептронів та нейронних мереж. Інтерпретацію, яку показує книга, що нейронні мережі фундаментально обмежені, розглядають як перепону для досліджень нейронних мереж. |
| 1970 |                 | Автоматичне диференціювання (зворотне поширення)               | Сеппо Ліннаінмаа публікує загальний метод автоматичного диференціювання (АД, англ. AD) дискретних зв'язних мереж вкладених диференційовних функцій. Це відповідає сучасній версії зворотного поширення, але ще не має цієї назви. |
| 1979 |                 | Стенфордський візок                                            | Студенти у Стенфордському університеті розроблюють візок, що може пересуватися й уникати перешкод у кімнаті. |
| 1979 | Відкриття       | Неокогнітрон                                                   | Куніхіко Фукусіма вперше публікує свою працю про неокогнітрон, один із типів штучних нейронних мереж (ШНМ, англ. ANN). Неокогнітивність пізніше надихає згорткові нейронні мережі (ЗНМ, англ. CNN). |
| 1981 |                 | Навчання на основі пояснень                                    | Джеральд Деджонг пропонує навчання на основі пояснень (англ. Explanation Based Learning), в якому комп'ютерний алгоритм аналізує дані та створює загальне правило, якому він може слідувати, та відкидати неважливі дані. |
| 1982 | Відкриття       | Рекурентна нейронна мережа                                     | Джон Гопфілд популяризує мережі Гопфілда, один із типів рекуретних нейронних мереж, що можуть слугувати системами пам'яті з адресуванням вмістом. |
| 1985 |                 | NETtalk                                                        | Террі Сейновскі розробив програму, яка навчається вимовляти слова англійської мови так само, як це робить дитина. |
| 1986 | Застосування    | Зворотне поширення                                             | Зворотний режим автоматичного диференціювання Сеппо Ліннаінмаа (вперше застосований до нейронних мереж Полом Вербосом) використано в експериментах Девіда Румельхарта, Джефа Гінтона та Рональда Дж. Вільямса для навчання внутрішніх подань. |
| 1988 |                 | Теорема про універсальне наближення (теорема Цибенка)          | Курт Горнік доводить, що стандартні багатошарові мережі прямого поширення здатні наближувати будь-яку борелево вимірну функцію з одного скінченновимірного простору до іншого до будь-якого ступеню точності, за умови наявності достатньої кількості прихованих вузлів. |
| 1989 | Відкриття       | Навчання з підкріпленням                                       | Крістофер Воткінс розробляє Q-навчання, яке значно покращує практичність та здійсненність навчання з підкріпленням. |
| 1989 | Комерціалізація | Комерціалізація машинного навчання на персональних комп'ютерах | Axcelis, Inc. випускає Evolver, перший програмний пакет для комерціалізації використання генетичних алгоритмів на персональних комп'ютерах. |
| 1992 | Досягнення      | Машини, які грають у короткі нарди                             | Джеральд Тезауро розрозбяє ЧР-нарди (англ. TD-Gammon), комп'ютерну програму для гри в короткі нарди, яка використовує штучну нейронну мережу, натреновану з використанням методу часових різниць (звідси «ЧР» у назві). ЧР-нарди здатні конкурувати, але не завжди перевершувати здібності найкращих серед людей гравців у короткі нарди. |
| 1995 | Відкриття       | Алгоритм випадкового лісу                                      | Тін Кам Хо публікує працю, що описує випадкові ліси рішень. |
| 1995 | Відкриття       | Опорновекторні машини                                          | Корінна Кортес та Володимир Вапник публікують свою працю про опорновекторні машини. |
| 1997 | Досягнення      | IBM Deep Blue перемагає Каспарова                              | Deep Blue від IBM перемагає чемпіона світу з шахів. |
| 1997 | Відкриття       | ДКЧП (англ. LSTM)                                              | Зепп Хохрайтер та Юрген Шмідхубер винаходять рекурентні нейронні мережі з довгою короткочасною пам'яттю (ДКЧП), що значно покращує ефективність та практичність рекурентних нейронних мереж. |
| 1998 |                 | База даних MNIST                                               | Команда під проводом Яна ЛеКуна випускає базу даних MNIST, набір даних, що складається з суміші рукописних цифр від працівників Бюро перепису населення та старшокласників США. База даних MNIST відтоді стала еталоном для оцінювання розпізнавання рукописного тексту. |
| 2002 |                 | Бібліотека машинного навчання Torch                            | Перший випуск Torch, бібліотеки програмного забезпечення машинного навчання. |
| 2006 |                 | Netflix Prize                                                  | Netflix запускає змагання Netflix Prize. Мета змагання — за допомогою машинного навчання перевершити точність власного програмного забезпечення рекомендацій Netflix у передбачуванні оцінки фільму користувачем за наявних оцінок цим користувачем попередніх фільмів щонайменше на 10 %. Цю премію було виграно 2009 року. |
| 2009 | Досягнення      | ImageNet                                                       | Створено ImageNet. Це велика база даних зображень, створена Фей-Фей Лі зі Стенфордського університету, яка усвідомила, що найкращі алгоритми машинного навчання не працюватимуть добре, якщо дані не відображатимуть реального світу. Для багатьох ImageNet стала каталізатором буму ШІ XXI сторіччя. |
| 2010 |                 | Змагання Kaggle                                                | Запущено Kaggle, вебсайт, що слугує платформою для змагань з машинного навчання. |
| 2011 | Досягнення      | Перемога над людьми в Jeopardy                                 | Використовуючи поєднання машинного навчання, обробки природної мови та методик інформаційного пошуку, Watson від IBM перемагає двох чемпіонів серед людей у змаганні Jeopardy!. |
| 2012 | Досягнення      | Розпізнавання котів на YouTube                                 | Команда Google Brain під проводом Ендрю Ина та Джеффа Діна створює нейронну мережу, яка навчається розпізнавати котів, переглядаючи немічені зображення, взяті з кадрів відео YouTube. |
| 2012 | Відкриття       | Візуальне розпізнавання                                        | Стаття та алгоритм AlexNet досягли проривних результатів у розпізнаванні зображень на еталоні ImageNet. Це сприяло популяризації глибоких нейронних мереж. |
| 2013 | Відкриття       | Вкладання слів                                                 | Широко цитована стаття, що отримала прізвисько word2vec, революціонізувала обробку тексту в машинному навчанні. Вона показала, як кожне слово можливо перетворити на послідовність чисел (вкладення слів), використання цих векторів революціонізувало обробку тексту в машинному навчанні. |
| 2014 |                 | Стрибок у розпізнаванні облич                                  | Дослідники з Facebook публікують свою працю щодо DeepFace, системи, яка використовує нейронні мережі й ідентифікує обличчя з точністю 97,35 %. Ці результати є покращенням на понад 27 % відносно попередніх систем, і складають конкуренцію людській продуктивності. |
| 2014 |                 | Sibyl                                                          | Дослідники з Google розкрили деталі своєї праці над Sibyl, власною платформою для масово паралельного машинного навчання, яку Google використовує всередині для передбачування поведінки користувачів та надавання рекомендацій. |
| 2016 | Досягнення      | Перемога над людьми в ґо                                       | Програма AlphaGo від Google стає першою програмою комп'ютерного ґо, яка перемогла фахового людського гравця без обмежень, використовуючи поєднання методик машинного навчання та пошуку деревами. Пізніше вдосконалена як AlphaGo Zero, а 2017 року узагальнена на шахи та додаткові ігри для двох гравців як AlphaZero. |
| 2017 | Відкриття       | Трансформер                                                    | Команда Google Brain винайшла архітектуру трансформера, що уможливила швидше паралельне тренування нейронних мереж на послідовних даних, таких як текст. |
| 2018 | Досягнення      | Передбачування структури білків                                | У грудні 2018 року AlphaFold 1 (2018) посіла перше місце в загальному рейтингу 13-го Критичного аналізу методів для структурних передбачень білків (КАСП). |
| 2021 | Досягнення      | Передбачування структури білків                                | AlphaFold 2 (2021), команда, яка використовувала AlphaFold 2 (2020), підтвердила це місце на змаганнях КАСП у листопаді 2020 року. Ця команда досягла набагато вищого рівня точності, ніж будь-яка інша група. Вона набрала понад 90 балів для приблизно двох третин з білків у випробуванні КАСП на глобальну відстань (англ. GDT), випробуванні, яка вимірює ступінь подібності передбаченої обчислювальною програмою структури до експериментально встановленої в лабораторії, де 100 це повний збіг, у межах граничної відстані, яку використовують для обчислення GDT. |

### Цитування
1. ↑  Solomonoff, R.J. (June 1964). A formal theory of inductive inference. Part II. Information and Control (англ.). 7 (2): 224—254. doi:10.1016/S0019-9958(64)90131-7.
2. 1 2 3 4 5 6  Marr, 2016.
3. ↑  Siegelmann, H.T.; Sontag, E.D. (February 1995). On the Computational Power of Neural Nets. Journal of Computer and System Sciences (англ.). 50 (1): 132—150. doi:10.1006/jcss.1995.1013.
4. ↑  Siegelmann, Hava (1995). Computation Beyond the Turing Limit. Journal of Computer and System Sciences (англ.). 238 (28): 632—637. Bibcode:1995Sci...268..545S. doi:10.1126/science.268.5210.545. PMID 17756722. S2CID 17495161.
5. ↑  Ben-Hur, Asa; Horn, David; Siegelmann, Hava; Vapnik, Vladimir (2001). Support vector clustering. Journal of Machine Learning Research (англ.). 2: 51—86.
6. ↑  Hofmann, Thomas; Schölkopf, Bernhard; Smola, Alexander J. (2008). Kernel methods in machine learning. The Annals of Statistics (англ.). 36 (3): 1171—1220. arXiv:math/0701907. doi:10.1214/009053607000000677. JSTOR 25464664.
7. ↑  Bennett, James; Lanning, Stan (2007). The netflix prize (PDF). Proceedings of KDD Cup and Workshop 2007 (англ.).
8. ↑  Bayes, Thomas (1 січня 1763). An Essay towards solving a Problem in the Doctrine of Chance. Philosophical Transactions (англ.). 53: 370—418. doi:10.1098/rstl.1763.0053. JSTOR 105741.
9. ↑  Legendre, Adrien-Marie (1805). Nouvelles méthodes pour la détermination des orbites des comètes (фр.). Paris: Firmin Didot. с. viii. Процитовано 13 червня 2016.
10. ↑  O'Connor, J J; Robertson, E F. Pierre-Simon Laplace (англ.). School of Mathematics and Statistics, University of St Andrews, Scotland. Процитовано 15 червня 2016.
11. ↑  Langston, Nancy (2013). Mining the Boreal North. American Scientist (англ.). 101 (2): 1. doi:10.1511/2013.101.1. Заглиблюючись у текст роману в віршах Олександра Пушкіна «Євгеній Онєгін», Марков годинами перебирав схеми голосних та приголосних. 23 січня 1913 року він узагальнив свої висновки у зверненні до Імператорської академії наук у Санкт-Петербурзі. Його аналіз не змінив розуміння чи оцінок роману Пушкіна, але методика, яку він розробив, відома тепер як марковський ланцюг, розширила теорію ймовірностей у новому напрямку.
12. ↑  McCulloch, Warren S.; Pitts, Walter (December 1943). A logical calculus of the ideas immanent in nervous activity. The Bulletin of Mathematical Biophysics (англ.). 5 (4): 115—133. doi:10.1007/BF02478259.
13. ↑  Turing, A. M. (1 жовтня 1950). I.—COMPUTING MACHINERY AND INTELLIGENCE. Mind (англ.). LIX (236): 433—460. doi:10.1093/mind/LIX.236.433.
14. ↑  Crevier, 1993, с. 34—35 та Russell та Norvig, 2003, с. 17.
15. ↑  McCarthy, J.; Feigenbaum, E. (1 вересня 1990). In memoriam—Arthur Samuel (1901–1990). AI Magazine (англ.). 11 (3): 10—11.
16. ↑  Rosenblatt, F. (1958). The perceptron: A probabilistic model for information storage and organization in the brain. Psychological Review (англ.). 65 (6): 386—408. CiteSeerX 10.1.1.588.3775. doi:10.1037/h0042519. PMID 13602029. S2CID 12781225.
17. ↑  Mason, Harding; Stewart, D; Gill, Brendan (6 грудня 1958). Rival. The New Yorker (англ.). Процитовано 5 червня 2016.
18. ↑  Child, Oliver (13 березня 2016). Menace: the Machine Educable Noughts And Crosses Engine Read. Chalkdust Magazine (англ.). Процитовано 16 січня 2018.
19. ↑  Cohen, Harvey. The Perceptron (англ.). Процитовано 5 червня 2016.
20. ↑  Linnainmaa, Seppo (1970). Algoritmin kumulatiivinen pyoristysvirhe yksittaisten pyoristysvirheiden taylor-kehitelmana [The representation of the cumulative rounding error of an algorithm as a Taylor expansion of the local rounding errors] (PDF) (Дипломна робота)  (фін.). с. 6—7.
21. ↑  Linnainmaa, Seppo (1976). Taylor expansion of the accumulated rounding error. BIT Numerical Mathematics (англ.). 16 (2): 146—160. doi:10.1007/BF01931367. S2CID 122357351.
22. ↑  Griewank, Andreas (2012). Who Invented the Reverse Mode of Differentiation?. Documenta Matematica, Extra Volume ISMP (англ.): 389—400.
23. ↑  Griewank, Andreas; Walther, A. (2008). Principles and Techniques of Algorithmic Differentiation (англ.) (вид. Second). SIAM. ISBN 978-0898716597.
24. ↑  Schmidhuber, Jürgen (2015). Deep learning in neural networks: An overview. Neural Networks (англ.). 61: 85—117. arXiv:1404.7828. Bibcode:2014arXiv1404.7828S. doi:10.1016/j.neunet.2014.09.003. PMID 25462637. S2CID 11715509.
25. ↑  Schmidhuber, Jürgen (2015). Deep Learning (Section on Backpropagation). Scholarpedia (англ.). 10 (11): 32832. Bibcode:2015SchpJ..1032832S. doi:10.4249/scholarpedia.32832.
26. ↑  Fukushima, Kunihiko (October 1979). 位置ずれに影響されないパターン認識機構の神経回路のモデル --- ネオコグニトロン --- [Neural network model for a mechanism of pattern recognition unaffected by shift in position — Neocognitron —]. Trans. IECE (яп.). J62-A (10): 658—665.
27. ↑  Fukushima, Kunihiko (April 1980). Neocognitron: A self-organizing neural network model for a mechanism of pattern recognition unaffected by shift in position. Biological Cybernetics (англ.). 36 (4): 193—202. doi:10.1007/BF00344251. PMID 7370364. S2CID 206775608.
28. ↑  Le Cun, Yann. Deep Learning  (англ.). CiteSeerX 10.1.1.297.6176.
29. ↑  Hopfield, J J (April 1982). Neural networks and physical systems with emergent collective computational abilities. Proceedings of the National Academy of Sciences (англ.). 79 (8): 2554—2558. Bibcode:1982PNAS...79.2554H. doi:10.1073/pnas.79.8.2554. PMC 346238. PMID 6953413.
30. ↑  Rumelhart, David E.; Hinton, Geoffrey E.; Williams, Ronald J. (October 1986). Learning representations by back-propagating errors. Nature (англ.). 323 (6088): 533—536. Bibcode:1986Natur.323..533R. doi:10.1038/323533a0. S2CID 205001834.
31. ↑  Watksin, Christopher (1 травня 1989). Learning from Delayed Rewards (PDF) (англ.).
32. ↑  Markoff, John (29 серпня 1990). BUSINESS TECHNOLOGY; What's the Best Answer? It's Survival of the Fittest. New York Times (англ.). Процитовано 8 червня 2016.
33. ↑  Tesauro, Gerald (March 1995). Temporal difference learning and TD-Gammon. Communications of the ACM (англ.). 38 (3): 58—68. doi:10.1145/203330.203343. S2CID 8763243.
34. ↑  Tin Kam Ho (1995). Random decision forests. Proceedings of 3rd International Conference on Document Analysis and Recognition (англ.). Т. 1. с. 278—282. doi:10.1109/ICDAR.1995.598994. ISBN 0-8186-7128-9.
35. ↑  Cortes, Corinna; Vapnik, Vladimir (September 1995). Support-vector networks. Machine Learning (англ.). 20 (3): 273—297. doi:10.1007/BF00994018.
36. ↑  Hochreiter, Sepp; Schmidhuber, Jürgen (1 листопада 1997). Long Short-Term Memory. Neural Computation (англ.). 9 (8): 1735—1780. doi:10.1162/neco.1997.9.8.1735. PMID 9377276. S2CID 1915014.
37. ↑  LeCun, Yann; Cortes, Corinna; Burges, Christopher. THE MNIST DATABASE of handwritten digits (англ.). Процитовано 16 червня 2016.
38. ↑  Collobert, Ronan; Benigo, Samy; Mariethoz, Johnny (30 жовтня 2002). Torch: a modular machine learning software library (PDF) (англ.). Архів оригіналу (PDF) за 6 серпня 2016. Процитовано 5 червня 2016. [Архівовано 2016-08-06 у Wayback Machine.]
39. ↑  The Netflix Prize Rules. Netflix Prize (англ.). Netflix. Архів оригіналу за 3 березня 2012. Процитовано 16 червня 2016. [Архівовано 2012-03-03 у Wayback Machine.]
40. ↑  Gershgorn, Dave (26 липня 2017). ImageNet: the data that spawned the current AI boom — Quartz. qz.com (амер.). Процитовано 30 березня 2018.
41. ↑  Hardy, Quentin (18 липня 2016). Reasons to Believe the A.I. Boom Is Real. The New York Times (англ.).
42. ↑  About. Kaggle (англ.). Kaggle Inc. Архів оригіналу за 18 березня 2016. Процитовано 16 червня 2016. [Архівовано 2016-03-18 у Wayback Machine.]
43. ↑  Markoff, John (16 лютого 2011). Computer Wins on 'Jeopardy!': Trivial, It's Not. The New York Times (англ.). с. A1.
44. ↑  Le, Quoc V. (2013). Building high-level features using large scale unsupervised learning. 2013 IEEE International Conference on Acoustics, Speech and Signal Processing (англ.). с. 8595—8598. doi:10.1109/ICASSP.2013.6639343. ISBN 978-1-4799-0356-6. S2CID 206741597.
45. ↑  Markoff, John (26 червня 2012). How Many Computers to Identify a Cat? 16,000. New York Times (англ.). с. B1. Процитовано 5 червня 2016.
46. ↑  The data that transformed AI research—and possibly the world. Quartz (англ.). 26 липня 2017. Процитовано 12 вересня 2023.
47. ↑  PhD, Pedram Ataee (3 липня 2022). Word2Vec Models are Simple Yet Revolutionary. Medium (англ.). Процитовано 12 вересня 2023.
48. ↑  Taigman, Yaniv; Yang, Ming; Ranzato, Marc'Aurelio; Wolf, Lior (24 червня 2014). DeepFace: Closing the Gap to Human-Level Performance in Face Verification. Conference on Computer Vision and Pattern Recognition (англ.). Процитовано 8 червня 2016.
49. ↑  Canini, Kevin; Chandra, Tushar; Ie, Eugene; McFadden, Jim; Goldman, Ken; Gunter, Mike; Harmsen, Jeremiah; LeFevre, Kristen; Lepikhin, Dmitry; Llinares, Tomas Lloret; Mukherjee, Indraneel; Pereira, Fernando; Redstone, Josh; Shaked, Tal; Singer, Yoram. Sibyl: A system for large scale supervised machine learning (PDF). Jack Baskin School of Engineering (англ.). UC Santa Cruz. Архів оригіналу (PDF) за 15 серпня 2017. Процитовано 8 червня 2016.
50. ↑  Woodie, Alex (17 липня 2014). Inside Sibyl, Google's Massively Parallel Machine Learning Platform. Datanami (англ.). Tabor Communications. Процитовано 8 червня 2016.
51. ↑  Google achieves AI 'breakthrough' by beating Go champion. BBC News (англ.). BBC. 27 січня 2016. Процитовано 5 червня 2016.
52. ↑  AlphaGo. Google DeepMind (англ.). Google Inc. Архів оригіналу за 30 січня 2016. Процитовано 5 червня 2016. [Архівовано 2016-01-30 у Wayback Machine.]
53. ↑  Vaswani, Ashish; Shazeer, Noam; Parmar, Niki; Uszkoreit, Jakob; Jones, Llion; Gomez, Aidan N.; Kaiser, Lukasz; Polosukhin, Illia (2017). Attention Is All You Need  (англ.). arXiv:1706.03762.
54. ↑  Sample, Ian (2 грудня 2018). Google's DeepMind predicts 3D shapes of proteins. The Guardian (англ.).
55. ↑  Eisenstein, Michael (23 листопада 2021). Artificial intelligence powers protein-folding predictions. Nature (англ.). 599 (7886): 706—708. doi:10.1038/d41586-021-03499-y. S2CID 244528561.

### Цитовані праці
- Crevier, Daniel (1993). AI: The Tumultuous Search for Artificial Intelligence (англ.). New York: BasicBooks. ISBN 0-465-02997-3.
- Marr, Bernard (19 лютого 2016). A Short History of Machine Learning -- Every Manager Should Read. Forbes (англ.). Архів оригіналу за 5 грудня 2022. Процитовано 25 грудня 2022.
- Russell, Stuart; Norvig, Peter (2003). Artificial Intelligence: A Modern Approach (англ.). London: Pearson Education. ISBN 0-137-90395-2.